# Invasion turco-égyptienne du Darfour
La conquête du Darfour a lieu entre 1873 et 1874 et voit le khédivat d'Égypte soutenu par l'Empire ottoman annexer le sultanat du Darfour.
La guerre commence en 1873 entre des factions de la tribu des Rizeigats vivant dans les zones frontalières au sud entre le Darfour et la province turco-égyptienne du Bahr el-Ghazal. Au cours de ces affrontements, une caravane appartenant au marchand al-Zubeir Rahma Mansour est attaquée. Après une succession troublée au Darfour en avril 1873 et l'échec de la diplomatie, al-Zubeir se tourne contre ses rivaux Rizeiqat dans le sud du Darfour en août. En novembre, al-Zubeir est nommé gouverneur du Bahr el-Ghazal, mais il n'a pas l'autorisation d'envahir le Darfour.
En décembre 1873, les troupes du Darfour se déplacent pour rétablir leur contrôle dans le sud. Après quelques succès, elles sont vaincues et al-Zubeir occupe la ville de Dara en février 1874. À ce moment-là, le gouvernement égyptien déclare la guerre au Darfour, l'accusant d'agression et de participation à la traite des esclaves. Le gouverneur général du Soudan, Ismaïl eiyub Pacha, reçoit l'ordre d'avancer depuis l'est en passant par le Kordofan, tandis qu'al-Zubeir poursuit son avancée vers le nord. Entre février et juillet, toutefois, peu de mouvements ont lieu à cause de la sécheresse. Les derniers efforts diplomatiques des deux côtés n'aboutissent à rien.
En juillet ou août 1874, le Darfour lance une contre-attaque. Les forces locales assiègent al-Zubeir à Dara, mais elles sont repoussées. En octobre, le sultan du Darfour mène personnellement une armée vers le sud, mais il doit battre en retraite presque immédiatement face à la supériorité des armes d'al-Zubeir, qui comprend des fusils à répétition modernes. À Manawashi, le 25 octobre, il est vaincu et tué. La capitale du Darfour, El-Fasher, est occupée par al-Zubeir une semaine plus tard. Quelques jours après, Ismaïl Ayyub Pacha arrive et commence à mettre en place une administration turco-égyptienne. Bien que l'État du Darfour s'effondre, la dynastie régnante des Keira ne se soumet pas complètement et continue la résistance dans les monts Marrah.

## Contexte
Le sultanat du Darfour atteint son apogée territorial sous le règne de Mohammed Tayrab au XVIIIe siècle, qui incorpore le Kordofan au sultanat. En 1821, l'Égypte envahit le Darfour et le Kordofan est perdu. Dans les décennies qui suivent, les khédives ont recours à l'espionnage et à la propagande contre le Darfour. Ismaïl Pacha, en particulier, présente le sultanat aux puissances européennes comme un bastion de la traite des esclaves.
Après la conquête turco-égyptienne du Soudan, une émigration progressive de commerçants fuyant les politiques agricoles et fiscales des Égyptiens s'observe depuis le Nil. L'un des plus prospères parmi eux est al-Zubeir Rahma Mansur, qui s'installe au Bahr el-Ghazal en 1856 et en prend le contrôle effectif en 1865. Il commerce principalement l'ivoire et les esclaves. Les politiques égyptiennes contre l'esclavage l'obligent à utiliser comme intermédiaires les nomades Baggaras situés entre ses terres et le Darfour au nord. Al-Zubeir devient ainsi « le méchant dans de nombreux récits de voyageurs et d'administrateurs européens ». En 1866, il conclut un accord avec les Rizeiqat, une tribu Baqqara. Évincée du commerce caravanier, l'élite du Darfour voit son niveau de vie décliner.

### Mésentente conduisant à la guerre
En 1873, le sultan Muhammad al-Husayn parvient à détacher une faction des Rizeiqat de l'alliance avec al-Zubayr. Cette faction est dirigée par Munzal et Ulayyan, tandis que ceux qui restent fidèles au traité avec al-Zubeir sont menés par Maddibub Ali et Uqayl walad al-Janqawi. De plus, le sultan impose un embargo sur les exportations de céréales vers le sud. Après une attaque contre l'une de ses caravanes, au cours de laquelle plusieurs de ses proches sont tués, al-Zubeir entame une correspondance diplomatique avec le nouveau sultan, Ibrahim Qarad, qui monte sur le trône en avril. Sa première lettre est datée du 17 juin 1873,. Bien que l'accession d'Ibrahim Qarad soit troublée par une tentative de coup d'Etat soutenue par Ahmed Shatta, le sultan le rétablit dans ses fonctions de maqdum (en).
Ne recevant aucune réponse à sa lettre, al-Zubeir engage la guerre contre les Rizeiqat du 10 juillet à la fin août. Les Rizeiqat combattent à cheval. Les affrontements sont violents et al-Zubeir perd environ 700 hommes. Il occupe Shakka le 26 août. Dans une lettre au sultan datée du 8 septembre, al-Zubeir décrit une grande bataille dans laquelle Munzal et 'Ulayyan sont vaincus. Ces derniers se réfugient à la cour du sultan, et al-Zubeir demande qu'ils lui soient livrés. Ibrahim ne répond pas, mais envoie une lettre à Maddibub dans laquelle il menace de se venger du « petit commerçant » qu'est al-Zubeir. Cela pousse al-Zubeir à écrire une nouvelle lettre dans laquelle il conseille au sultan de se soumettre au khédive. Le 22 novembre, al-Zubeir apprend que le khédive l'a nommé gouverneur de Shakka et du Bahr el-Ghazal, avec le titre de bey. Al-Zubeir décide alors d'attaquer le Darfour en réponse aux attaques contre ses caravanes. La crise de succession lui fournit un moment opportun.

## Forces en présence
L'armée d'al-Zubeir est largement supérieure à celle du Darfour. Elle possède une vaste expérience du combat, et nombre de ses officiers ont servi dans l'armée régulière égyptienne. Beaucoup de ses recrues viennent des Zandés. Il dispose aussi de troupes régulières fournies par le gouverneur général du Soudan, puisqu'il est gouverneur de Shakka et du Bahr el-Ghazal. Beaucoup de ses hommes sont équipés de fusils à répétition Remington.
Le Darfour, en revanche, n'a pas mené d'expédition militaire au-delà de ses frontières depuis son intervention dans le royaume du Ouaddaï en 1836. Son armée se compose d'une petite force de cavalerie lourde et de troupes esclaves chargées de la sécurité intérieure. Les combats contre les Baqqaras dans les années 1850 et 1860 montrent l'insuffisance de cette force, mais le Darfour vient à peine de commencer à renforcer ses capacités militaires, en important des armes à feu et en accueillant d'anciens officiers égyptiens, lorsque la guerre contre al-Zubeir éclate.

## Invasion

### Chute de Dara
En décembre 1873, Ahmad Shatta et le malik al-nahas, Sa'd al-Nur ibn Ibrahim Ramad, pénètrent sur le territoire des Rizeiqat et battent al-Nur Muhammad Anqara. Il écrit ensuite à al-Zubeir pour ouvrir des négociations. Le sultan le contraint cependnat à continuer leur avancée. Il mène deux batailles contre al-Zubeir entre Dara et Shakka en janvier et février 1874. Lors de la seconde bataille, il est tué ainsi que le malik al-nahas et le maqdum, Abd Allah Runa. En conséquence, al-Zubeir occupe Dara le 11 février. Avant la fin du mois, le khédive déclare la guerre au Darfour, invoquant comme <casus belli l'agression du sultan et le commerce d'esclaves en cours. Il ordonne au gouverneur général du Soudan, Ismail Ayyub Pacha, de se préparer à envahir le Darfour depuis le Kordofan. L'objectif principal du khédive est d'empêcher la conquête du Darfour par al-Zubeir seul.
À la suite de la chute de Dara, Ahmad Nimr ibn Tayrab, shartay des Birged, prend la tête de la résistance et rallie les restes de l'armée de Shatta. Rabih Fadl Allah mène une sortie qui tue Ahmad Nimr. Le 18 février, al-Zubeir écrit une lettre aux oulémas du Darfour pour justifier ses actions selon la charia et demander une explication aux actions du sultan. Ibrahim ne répond pas, mais écrit aux Awlad Jabir pour leur demander de réciter mille fois le Coran pour la victoire. Bien que seule cette lettre soit conservée, elle fait probablement partie d'une série de messages similaires envoyés à travers le Darfour pour demander des récitations coraniques en vue de la victoire.
À Dara, al-Zubeir mobilise des renforts jusqu'à disposer de 7 000 hommes armés de fusils. La guerre marque ensuite une pause jusqu'en juillet, car al-Zubeir attend la saison des pluies à Dara tandis qu'Ibrahim hésite dans la capitale foure, El Fasher. Selon O'Fahey et Spaulding, « les vastes distances et les difficultés à concentrer des troupes dans une zone où les pâturages, l'eau et la nourriture sont rares rendent les campagnes très pénibles ».
Ibrahim tente de contourner al-Zubeir en faisant appel directement au khédive et à son supérieur, le sultan ottoman. L'explorateur allemand Gustav Nachtigal quitte El Fascher le 2 juillet, porteur d'une lettre destinée au grand vizir ottoman. Ibrahim affirme détenir deux firmans ottomans garantissant sa souveraineté.

### Contre-attaque foure
En juillet, le sultan envoie son oncle, l'émir Hasab Allah ibn Muhammad al-Fadl, vers le sud avec une armée. Ils assiègent Dara, mais sont repoussés par une sortie et subissent une seconde défaite en tentant de se replier, après quoi ils se retirent. Le 16 août, al-Zubayr écrit une dernière lettre au sultan déclarant son intention d'annexer le Darfour au nom du khédive. Le lendemain, Ibrahim écrit au khédive pour offrir sa soumission. La lettre est remise par les marchands Hamza Pasha Imam al-Khabir et Muhammad Pasha Imam al-Khabir, mais elle arrive trop tard. L'armée d'Ismail Ayyub Pasha avance lentement à travers le Kordofan. Elle s'empare d'Umm Shanqa en septembre.
Après la défaite de Hasab Allah, le sultan Ibrahim nomme son fils Muhammad régent à El fascher et marche lui-même vers le sud. Il arrive devant Dara le 16 octobre et lance immédiatement une attaque. C'est la bataille décisive de la guerre et le sultan est contraint de battre en retraite face à la supériorité des armes d'al-Zubeir. Selon une note en arabe sur la bataille, les Fours « ne connaissaient pas la guerre avec des fusils ». Ibrahim se replie vers les monts Marrah. Il n'y parviendra jamais. À Manawashi, le 25 octobre, il est vaincu et tué. Il meurt à cheval, en chargeant l'ennemi avec sa garde personnelle. Le tambour sacré appelé al-mansura est capturé. Le sultan est enterré dans la mosquée du cheikh Tahir Abu Jamus à Manawashi.
Après Manawashi, et avec l'armée foure en déroute, une course s'engage vers el-Feshir. Le 2 novembre, al-Zubeir entre dans la capitaler. Ismail Ayyub Pasha arrive deux jours plus tard et met fin au conflit.

## Conséquences

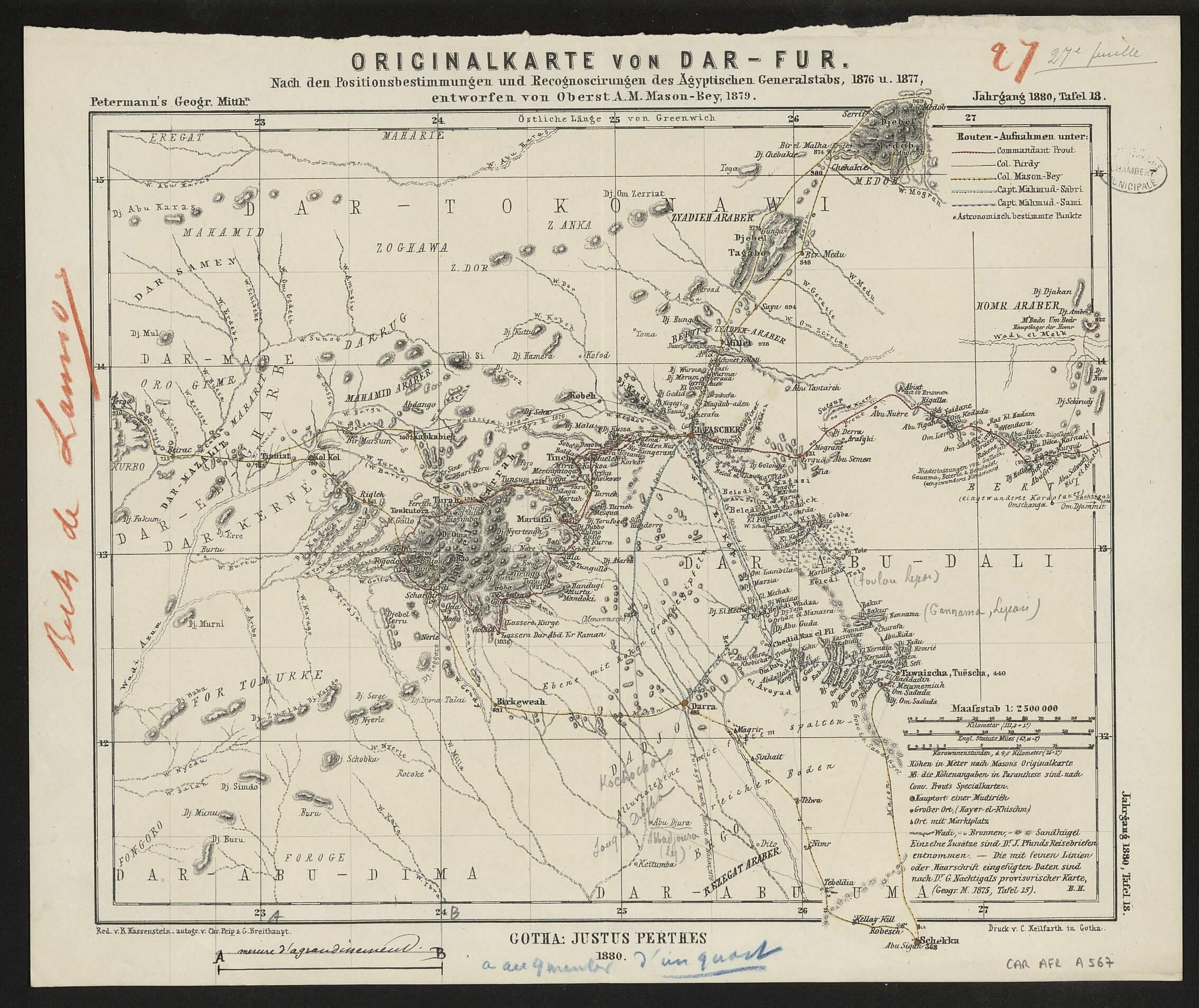
Carte du Darfour en 1876, alors sous domination égyptienne.

Al-Zubeir établit son contrôle sur le Darfour jusqu'à la frontière avec l'Ouaddaï. Les petits sultanats de Dar Masalit, Dar Tima, Dar Qimr et Dar Sila sont également occupés. Ismail Ayyub Pacha met immédiatement en place une administration au Darfour, transformant les maqdumats en mudriyyas sous l'autorité d'un gouverneur général. Les frères marchands al-Khabir rejoignent la nouvelle administration. Le premier gouverneur du Darfour central est Hasan Hilmi Pacha.
Bien que l'État du Darfour s'effondre, la dynastie Keira ne se soumet pas totalement, même si plusieurs de ses membres le font. Hasab Allah se réfugie dans les monts Marrah, mais est capturé par al-Zubeir, qui souhaite le nommer gouverneur général. Ayyub refuse. Bosh, fils du sultan Muhammad al-Fadl, se proclame sultan et parvient un temps à contrôler les montagnes avant qu'al-Zubayr ne le repousse à Kabkabiya, où il est vaincu et tué. Les campagnes d'al-Zubeir dépeuplent plusieurs vallées. Son conflit avec Ayyub s'intensifie jusqu'à ce qu'en juin 1875, il se rende en personne au Caire pour se plaindre, mais y est arrêté.
La période de domination turco-égyptienne au Darfour est brève. Dès 1882, le territoire est envahi par l'État révolutionnaire mahdiste. Avec la bataille d'El Obeid en 1883, les Turcs perdent définitivement le contrôle. Entre 1874 et 1898, six « sultans fantômes » de la dynastie Keira règnent dans les montagnes. Après des années de guerre contre les Mahdistes, la dynastie rétablit le sultanat à al-Fashir sous Ali Dinar en 1898. Celui-ci est finalement conquis en 1916 et intégré au Soudan anglo-égyptien.